# 大道圣母圣殿

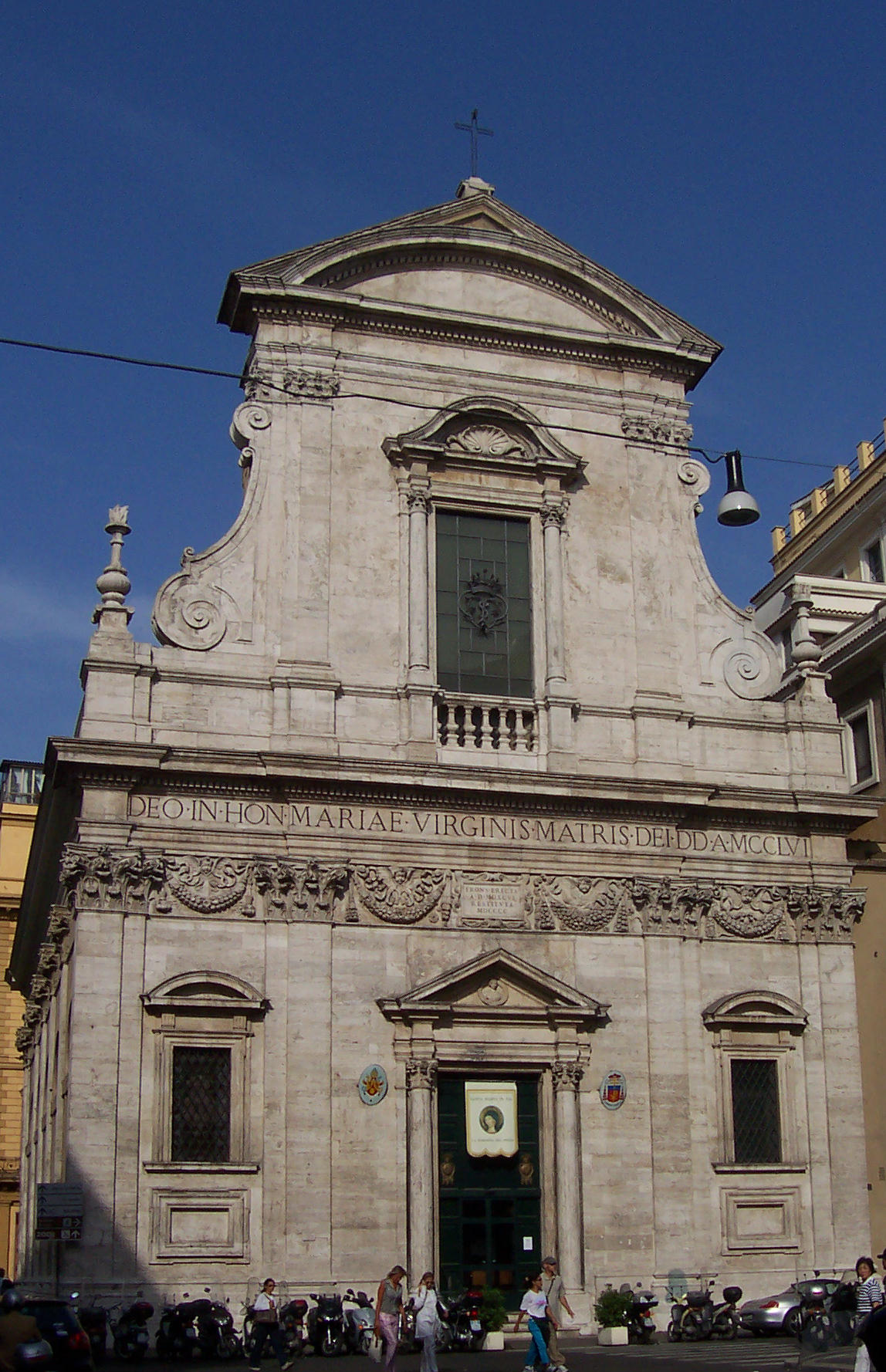

大道圣母圣殿（Santa Maria in Via）是罗马的一座宗座圣殿。该堂自9世纪起存在，但在有奇迹报道后重建。在1165年，它被记载为“大道圣母”，意为“在路上”，并提到附近的弗拉米尼亚大道。

## 历史
此处原为伯多禄卡波奇枢机的房子,在马厩里有一口井。在1256年9月26日晚上，井水溢出。圣母像漂浮在水面上，一取圣像就消失了。历山四世宣布这是一个奇迹，并命令在其地方建造一座小堂; 在小堂（目前教堂右侧第一个）中，仍有奇迹之井。
依諾增爵八世下令建造现在的教堂，建于1491年至1513年。装修先后由弗朗西斯科·达·沃特拉和卡洛·隆巴迪负责。立面和门廊由皮埃特羅·達·科爾托納（1660年）设计。正祭台由桑蒂盖蒂装饰。这些作品完成于1604年，圣罗伯·白敏枢机任期内。
该堂现在是厄瓜多尔人在罗马的国家教堂。
1513年， 教宗良十世将该堂交由圣母忠仆会管理。

## 枢机司铎
儒略三世于1551年在此设立领衔堂区 The occupants of the titulus have been:。